# Agymosás (Omen)
Az Agymosás az Omen zenekar 2006 októberében kiadott lemeze, amely a 2003-as Tiszta szívvel című lemez dalainak újra felvett változatait tartalmazza. 

## Története
A Tiszta szívvel nem talált jó visszhangokra, ami nagyrészt Pintér "Oki" Zoltán énekes alkalmatlanságának rovására írható. Az új énekes Gubás Tiborral készült, 2006-ban kiadott A hetedik nap című lemez azonban sikeresnek bizonyult, és a sikeren felbuzdulva az Omen nekilátott a Tiszta szívvel album újra felvételének. A lemez dalai nem egyeznek tisztán a Tiszta szívvel tartalmával. 
A Satuban című dal nem volt hallható 2003-ban, de A lé a tét című számból például nem készült új verzió. A lemezen nem hallható sem a Vámpírváros, sem a Várom a napot című dalok, amelyek az 1990-es években készültek ugyan, de a Tiszta szívvel lemezen újravett változatokban hallhatóak voltak. Ez volt az utolsó Omen-lemez Daczi Zsolt gitáros közreműködésével, aki 2007. augusztus 6-án epevezetékrákban elhunyt. Ugyancsak az utolsó Omen-lemez Gubás Tibor énekessel.

## Az album dalai
1. (N)agymosás – 4:51
2. Tiszta szívvel – 4:18
3. Szertartás – 5:16
4. Az isten bajsza meg – 3:58
5. Satuban – 4:54
6. 1001 hazugság – 3:55
7. HaláltUSA – 3:42
8. Fekete lyuk – 4:15
9. Aztán kész – 5:13

A dalok szövegét Katona László írta.

## Közreműködők
- Gubás Tibor – ének
- Nagyfi László – gitár
- Daczi Zsolt – gitár
- Vörös Gábor – basszusgitár
- Nagyfi Zoltán – dob